# Elisa Sophia Schmidt
Elisa Sophia Schmidt (ur. 14 lutego 1990 w Koblencji) – niemiecka piosenkarka i autorka tekstów, występująca pod pseudonimem Femme Schmidt lub Schmidt, wykonująca utwory łączące muzykę pop i jazz. Współpracuje z wytwórnią Warner Music Group.

## Dyskografia

### Albumy
- Above Sin City Warner Music, 2011[2]
- Femme Schmidt, Warner Music, 2012[2]
- RAW, Warner Music, 2016[2]

### Single
- Above Sin City Warner Music, 2011[2]
- Heart Shaped Gun Warner Music, 2012[2]
- In the Photo Booth, Warner Music, 2012[2]
- For Once In My Life, Warner Music, 2013[2]
- Kill Me, Warner Music, 2016[2]